# Diocèse de Getafe
Le diocèse de Getafe (en latin : Dioecesis Xetafensis ; en espagnol : diócesis de Getafe) est une Église particulière de l'Église catholique en Espagne, dont le siège est à Getafe.
Érigé en 1991, le diocèse couvre une partie de la communauté autonome de Madrid.
Suffragant de l'archidiocèse métropolitain de Madrid, il relève de la province ecclésiastique éponyme.
Depuis 2018, Ginés García Beltrán (es) en est l'évêque.

## Territoire
Le diocèse de Getafe couvre le sud de la province civile et communauté autonome de Madrid.
En 2024, il comprend les quarante-huit municipalités d'El Álamo, Alcorcón, Aldea del Fresno, Aranjuez, Arroyomolinos, Batres, Belmonte de Tajo, Boadilla del Monte, Brunete, Cadalso de los Vidrios, Casarrubuelos, Cenicientos, Chapinería, Chinchón, Ciempozuelos, Colmenar de Oreja, Colmenar del Arroyo, Cubas de la Sagra, Fuenlabrada, Getafe, Griñón, Humanes de Madrid, Leganés, Moraleja de Enmedio, Móstoles, Navalcarnero, Navas del Rey, Parla, Pelayos de la Presa, Pinto, Quijorna, Rozas de Puerto Real, San Martín de la Vega, San Martín de Valdeiglesias, Serranillos del Valle, Sevilla la Nueva, Titulcia, Torrejón de la Calzada, Torrejón de Velasco, Valdelaguna, Valdemoro, Villa del Prado, Villaconejos, Villamanta, Villamantilla, Villanueva de la Cañada, Villanueva de Perales et Villaviciosa de Odón.

## Subdivisions
En 2024, le diocèse de Getafe est divisé en 128 paroisses, réparties entre les treize archidiaconés d'Alcorcón, Aranjuez, Chinchón, Fuenlabrada, Getafe, Griñón, Leganés, Móstoles, Navalcarnero, Parla, San Martín de Valdeiglesias, Valdemoro et Villaviciosa de Odón.

## Histoire
Le diocèse de Getafe est érigé le 23 juillet 1991, par la constitution apostolique Matritensem praeclaram du pape Jean-Paul II.

## Cathédrale
La cathédrale de Getafe, dédiée à sainte Marie Madeleine, est la cathédrale du diocèse.

## Évêques
Les évêques de Getafe sont :
- 1991-2004 : Francisco José Pérez y Fernández-Golfin[4]
- 2004-2018 : Joaquin Maria López de Andújar y Cánovas del Castillo[5]
- depuis 2018 : Ginés García Beltrán (es)[6].